# Andrei Gheorghe
Andrei Gheorghe, né en 1987, est un pentathlonien guatémaltèque.

## Palmarès
| Discipline/Année                         | 2009 | 2010 | 2011 | 2012 |
| ---------------------------------------- | ---- | ---- | ---- | ---- |
| Jeux olympiques Individuel               | -    | -    | -    | 31e  |
| Championnats du monde seniors Individuel | -    | -    | -    | -    |
| Championnats du monde seniors Équipe     | -    | -    | -    | -    |
| Championnats du monde seniors Relais     | -    | -    | -    | -    |
| Jeux panaméricains Individuel            | -    | -    | 2e   | -    |

Ce palmarès n'est pas complet